# Dying for a Heart
 (janvier 2018).
Albums de Krystal Meyers
Krystal Meyers
(2005) Make Some Noise
(2008)
Singles
1. Collide
Sortie : Juin 2006
2. The Beauty of Grace
Sortie : 2006
3. Hallelujah
Sortie : 2006
4. Together
Sortie : 2006

Dying for a Heart est le second album de la chanteuse américaine de rock chrétien Krystal Meyers, sorti en septembre 2006.
Le 23 décembre 2006, l'album culmine à la 19e place du classement américain Billboard Top Heatseekers Albums.
La chanson Together est utilisée dans le feuilleton télévisé américain Heroes.

## Liste des titres
Toutes les chansons sont écrites et composées par Krystal Meyers et Ian Eskelin.
| 1.    | Collide                | 2:58 |
| 2.    | Live                   | 2:59 |
| 3.    | The Beauty of Grace    | 3:54 |
| 4.    | The Situation          | 3:24 |
| 5.    | Love Is on the Run     | 3:07 |
| 6.    | Only You Make Me Happy | 3:12 |
| 7.    | Together               | 2:59 |
| 8.    | Shake It Off           | 3:16 |
| 9.    | Stand and Scream       | 3:17 |
| 10.   | Hallelujah             | 3:28 |
| 32:34 |                        |      |

## Crédits

### Membres du groupe
- Krystal Meyers : chant
- Randy Cooke : batterie

### Équipes technique et production
- Production : Ian Eskelin, Elizabeth Hooper Wizardz of Oz
- Producteur délégué : Ian Eskelin, Jordyn Conner
- Production (additionnel et guitares) : Mike Krompass
- Production (additionnel et chant), ingénierie (chant) : Barry Weeks
- Ingénierie (musique) : Andrew Bojanic, Mike Krompass
- Mastering : Dan Shike
- Mixage : F. Reid Shippen assisté de Steve Lotz
- Direction artistique : Stephanie McBrayer, Tim Parker
- Design : Tim Parker
- Photographie : Reisig & Taylor